# Brendan Shanahan
Brendan Frederick Shanahan, född 23 januari 1969 i Etobicoke, Ontario, är en kanadensisk-amerikansk före detta professionell ishockeyspelare som spelade för New Jersey Devils, St. Louis Blues, Hartford Whalers, Detroit Red Wings och New York Rangers i NHL, Düsseldorfer EG i DEL och London Knights i OHL.  Har vunnit tre Stanley Cup med Detroit Red Wings.
Shanahan draftades i första rundan i 1987 års draft av New Jersey Devils som andra spelare totalt.
Shanahan var en utpräglad målskytt. Under säsongen 2006–2007 blev han den femtonde spelaren i NHL:s historia att göra 600 mål.
Den 17 november 2009 meddelade Shanahan att han officiellt slutar med professionell ishockey.
Direkt efter att Shanahan slutade som ishockeyspelare, blev han anställd av NHL för att jobba med utvecklingen av ligan rent spel– och affärsmässigt. Den 1 juni 2011 meddelade NHL och deras kommissarie Gary Bettman att Shanahan skulle befordras och ersätta Colin Campbell som chef för ligans disciplinnämnd och ligans avdelning för spelarsäkerheten.
Den 11 april 2014 meddelade Toronto Maple Leafs att man hade anställt Shanahan som deras nya president, en position som har den högsta sportsliga ansvaret i respektive NHL–organisation.

## Internationellt
Shanahan var med i Kanadas ishockeylandslag i VM 2006.
Shanahan blev som trettonde spelare medlem i Trippelguldklubben.

## Statistik

### Klubbkarriär
| 1984–1985  | Mississauga Reps Minor Midget AAA |            | 36   | 20  | 21  | 41   | 26   | –   | –  | –  | –   | –   |
|            | Dixie Beehives                    | OJHL       | 1    | 0   | 0   | 0    | 0    | –   | –  | –  | –   | –   |
| 1985–1986  | London Knights                    | OHL        | 59   | 28  | 34  | 62   | 70   | 5   | 5  | 5  | 10  | 5   |
| 1986–1987  | London Knights                    | OHL        | 56   | 39  | 53  | 92   | 128  | –   | –  | –  | –   | –   |
| 1987–1988  | New Jersey Devils                 | NHL        | 65   | 7   | 19  | 26   | 131  | 12  | 2  | 1  | 3   | 44  |
| 1988–1989  | New Jersey Devils                 | NHL        | 68   | 22  | 28  | 50   | 115  | –   | –  | –  | –   | –   |
| 1989–1990  | New Jersey Devils                 | NHL        | 73   | 30  | 42  | 72   | 137  | 6   | 3  | 3  | 6   | 20  |
| 1990–1991  | New Jersey Devils                 | NHL        | 75   | 29  | 37  | 66   | 141  | 7   | 3  | 5  | 8   | 12  |
| 1991–1992  | St. Louis Blues                   | NHL        | 80   | 33  | 36  | 69   | 171  | 6   | 2  | 3  | 5   | 14  |
| 1992–1993  | St. Louis Blues                   | NHL        | 71   | 51  | 43  | 94   | 174  | 11  | 4  | 3  | 7   | 18  |
| 1993–1994  | St. Louis Blues                   | NHL        | 81   | 52  | 50  | 102  | 211  | 4   | 2  | 5  | 7   | 4   |
| 1994–1995  | St. Louis Blues                   | NHL        | 45   | 20  | 21  | 41   | 136  | 5   | 4  | 5  | 9   | 14  |
|            | Düsseldorfer EG                   | DEL        | 3    | 5   | 3   | 8    | 4    | –   | –  | –  | –   | –   |
| 1995–1996  | Hartford Whalers                  | NHL        | 74   | 44  | 34  | 78   | 125  | –   | –  | –  | –   | –   |
| 1996–1997  | Hartford Whalers                  | NHL        | 2    | 1   | 0   | 1    | 0    | –   | –  | –  | –   | –   |
|            | Detroit Red Wings                 | NHL        | 79   | 46  | 41  | 87   | 131  | 20  | 9  | 8  | 17  | 43  |
| 1997–1998  | Detroit Red Wings                 | NHL        | 75   | 28  | 29  | 57   | 154  | 20  | 5  | 4  | 9   | 22  |
| 1998–1999  | Detroit Red Wings                 | NHL        | 81   | 31  | 27  | 58   | 123  | 10  | 3  | 7  | 10  | 6   |
| 1999–2000  | Detroit Red Wings                 | NHL        | 78   | 41  | 37  | 78   | 105  | 9   | 3  | 2  | 5   | 10  |
| 2000–2001  | Detroit Red Wings                 | NHL        | 81   | 31  | 45  | 76   | 81   | 2   | 2  | 2  | 4   | 0   |
| 2001–2002  | Detroit Red Wings                 | NHL        | 80   | 37  | 38  | 75   | 118  | 23  | 8  | 11 | 19  | 20  |
| 2002–2003  | Detroit Red Wings                 | NHL        | 78   | 30  | 38  | 68   | 103  | 4   | 1  | 1  | 2   | 4   |
| 2003–2004  | Detroit Red Wings                 | NHL        | 82   | 25  | 28  | 53   | 117  | 12  | 1  | 5  | 6   | 20  |
| 2005–2006  | Detroit Red Wings                 | NHL        | 82   | 40  | 41  | 81   | 105  | 6   | 1  | 1  | 2   | 6   |
| 2006–2007  | New York Rangers                  | NHL        | 67   | 29  | 33  | 62   | 47   | 1   | 0  | 0  | 0   | 0   |
| 2007–2008  | New York Rangers                  | NHL        | 73   | 23  | 23  | 46   | 35   | 10  | 1  | 4  | 5   | 8   |
| 2008–2009  | New Jersey Devils                 | NHL        | 34   | 6   | 8   | 14   | 29   | 7   | 1  | 2  | 3   | 2   |
| NHL totalt | NHL totalt                        | NHL totalt | 1524 | 656 | 698 | 1354 | 2489 | 184 | 60 | 74 | 134 | 279 |
| OHL totalt | OHL totalt                        | OHL totalt | 115  | 67  | 87  | 154  | 198  | 5   | 5  | 5  | 10  | 5   |

### Internationellt
| År            | Lag           | Turnering     |    | Matcher | Mål | Assists | Poäng | Utv. |
| ------------- | ------------- | ------------- | -- | ------- | --- | ------- | ----- | ---- |
| 1987          | Kanada        | JVM           | 6  | 4       | 3   | 7       | 4     |      |
| 1991          | Kanada        | CC            | 8  | 2       | 0   | 2       | 6     |      |
| 1994          | Kanada        | VM            | 6  | 4       | 3   | 7       | 30    |      |
| 1996          | Kanada        | WC            | 7  | 3       | 4   | 7       | 8     |      |
| 1998          | Kanada        | OS            | 6  | 2       | 0   | 2       | 0     |      |
| 2002          | Kanada        | OS            | 6  | 0       | 1   | 1       | 0     |      |
| 2006          | Kanada        | VM            | 8  | 3       | 1   | 4       | 10    |      |
| Senior totalt | Senior totalt | Senior totalt | 41 | 14      | 9   | 23      | 54    |      |

## Privat
Shanahan är syssling till Luke Evangelista.